# Autoceļš A5
L'autoceļš A5 è una strada statale della Lettonia. Lunga 41 km, funge da tangenziale ovest della capitale Riga.
Presenta una carreggiata unica per tutto il tracciato salvo il segmento finale compreso tra il bivio con l'A9 e Babīte che è invece a carreggiata doppia.